# 花町宮廉仁王
花町宮廉仁王（読みは「はなまちのみやかどひとおう」か）は、南北朝時代の皇族。花町宮邦省親王王子。後二条天皇の皇孫。

## 概要
父である邦省親王が「花町宮」を創設し、廉仁王がこれを継承した。また、邦省親王は自分及び皇子が鎌倉幕府や室町幕府に皇位継承ができるように訴えていたが、それは叶わなかった。また、それにより、廉仁王は身分が王のまま花町宮を継承。廉仁王に子女がいるとは伝えられていないため、確証はないが、花町宮はこの代で断絶したとみられる。

## 系譜
後二条天皇 - 邦省親王 - 廉仁王